# John Webster (Mykologe)
John Webster (* 25. Mai 1925 in Kirkby-in-Ashfield; † 27. Dezember 2014) war ein britischer Mykologe an der Universität Exeter.
Sein botanisch-mykologisches Autorenkürzel lautet „J.Webster“.
Webster war von 1969 bis 1990 in Exeter tätig. Während der Zeit bildete er zahlreiche führende Mykologen wie Lynne Boddy, Nicholas Money und Alan Rayner aus. Sein Forschungsinteresse galt insbesondere den Imperfekten Wasserpilzen.
Zusammen mit Roland Weber verfasste er das Buch ‘Introduction to Fungi’, ein Standardwerk der Mykologie, dessen 3. Auflage 2007 erschien.
Publikationsliste
- David L. Hawksworth: John Webster: publications 1951-2004. In: Mycological Research. Band 109, Nr. 5, Januar 2005, doi:10.1017/s0953756205002649.